# Fissidens semi-obscurus
Fissidens semi-obscurus là một loài Rêu trong họ Fissidentaceae. Loài này được (Müll. Hal.) Paris mô tả khoa học đầu tiên năm 1896.